# Agnes Schmidt
Agnes Schmidt (* 14. Oktober 1875 in Gotha; † 21. November 1952 ebenda) war eine kommunistische Politikerin.

## Leben
Agnes Schmidt schloss sich vor 1900 der SPD an und trat während des Ersten Weltkrieges der USPD bei, wo sie zum linken Flügel gehörte, welcher sich Ende 1920 mit der KPD zur VKPD zusammenschloss. 1924 wurde Agnes Schmidt in den Landtag Thüringens gewählt, dem sie bis 1927 angehörte. Daneben war sie zeitweise für die frauenpolitische Arbeit der KPD in Thüringen verantwortlich.
Im Rahmen der internen Auseinandersetzungen innerhalb der KPD gehörte Agnes Schmidt zunächst zum „linken“ Flügel um Ruth Fischer und Arkadi Maslow, dann ab 1925 zum „ultralinken“ Flügel um Iwan Katz und ihren Fraktionskollegen Otto Geithner und trat nach Geithners Parteiausschluss im März 1926 aus Protest gegen diese Maßnahme aus der KPD aus. Gemeinsam mit Geithner und dem Landtagsabgeordneten Hans Schreyer gründete sie die Kommunistische Arbeitsgemeinschaft (KAG), welche bei den Landtagswahlen 1927 nur 0,46 % der Stimmen und kein Mandat erhielt. Nach 1927 zog Agnes Schmidt sich aus der Politik zurück, ihr späteres Schicksal ist unbekannt.